# Lil Tracy
Lil Tracy, pseudonimo di Jazz Ishmael Butler, noto anche come Tracy Minaj, Yung Bruh o semplicemente come Tracy (Teaneck, 3 ottobre 1995), è un rapper e cantante statunitense.
È conosciuto soprattutto per le sue collaborazioni col rapper Lil Peep, in particolare Awful Things che ha raggiunto la 79ª posizione della classifica Billboard Hot 100, e per essere un prominente esponente del SoundCloud rap e della scena rap underground. È noto inoltre per l'eliminazione rapida di tweet e canzoni e per la modifica frequente del suo pseudonimo.

## Biografia
Jazz Butler nacque il 3 ottobre 1995 a Teaneck, nel New Jersey, da Ishmael Butler, membro dei Digable Planets e successivamente dei Shabazz Palaces, e Cheryl Clemons, in arte "Coko", appartenente alle SWV. Parlando della sua adolescenza a Virginia Beach, Butler ha detto "è stato uno schifo ma l'ho amata", affermando di essere cresciuto ascoltando musica emo e artisti hip-hop del sud che lo hanno ispirato nel fare musica. I genitori di Butler si separarono quando era giovane e visse tra la casa della madre, a Virginia Beach, e quella del padre, a Seattle.
Nonostante abbia vissuto in due case, Butler trascorse gran parte della sua educazione in Virginia. In adolescenza era appassionato di skateboard e graffitismo. Ha iniziato a frequentare il liceo Garfield High School di Seattle, Washington, tuttavia fu espulso quando gli cadde un coltello dallo zaino in classe. Successivamente fu inserito in una scuola alternativa, dalla quale smise di andarci di sua volontà. All'età di 16 anni decide di abbandonare casa diventando un senzatetto, vivendo con tre suoi amici in una tenda rubata, in una foresta della Virginia, dove cominciò a registrare le sue prime canzoni.
(Jazz Butler, The Fader)
Senza piani per il futuro, pensando che sarebbe tornato a casa abbandonando questo stile di vita, Butler iniziò a ricevere i suoi primi guadagni dalle canzoni. In seguito, nel 2014, il rapper fu contattato online dal produttore Nedarb Nagrom della GothBoiClique, il quale invitò Tracy a trasferirsi a Los Angeles. Il suo pseudonimo è un riferimento al cestista Tracy McGrady.
Butler iniziò a fare musica all'età di 15 anni, prima di trasferirsi a Los Angeles, in California, a 18 anni (senza avvisare i suoi genitori) per concentrarsi maggiormente sulla sua carriera musicale e per essere un senzatetto. Butler originariamente iniziò a rappare sotto il nome di Yung Bruh, rilasciando diversi mixtape sotto il collettivo Thraxxhouse. Alcuni membri della Thraxxhouse, incluso Tracy, fondarono un proprio gruppo chiamato Gothboiclique. Attraverso il gruppo, Butler incontrò il rapper Lil Peep, col quale collaborò nel brano White Tee dal mixtape Crybaby di Peep. Il suo successo è dato anche dal singolo Overdose.
A metà 2016, Butler ha lasciato i Thraxxhouse e cambiò il suo nome d'arte da Yung Bruh a Lil Tracy, scoprendo che esisteva già un altro artista che utilizzava il soprannome "Yung Bruh". Sotto il suo nuovo nome ha pubblicato il suo tanto atteso mixtape Tracy's Manga il 1º febbraio 2017. Butler ha poi pubblicato XOXO due mesi dopo, il 3 aprile. Butler ha partecipato al singolo Awful Things nell'album Come Over When You're Sober, Pt. 1 di Lil Peep, nell'agosto 2017. Il singolo ha raggiunto la posizione numero 79 della Billboard Hot 100. Butler ha rilasciato Life of a Popstar il 31 luglio 2017. Il 5 ottobre 2018, Lil Tracy ha pubblicato l'EP Designer Talk, mentre il 2 novembre 2018 l'EP Sinner. Parecchi mesi dopo averlo annunciato durante diversi live e sui suoi canali social, il 28 febbraio 2025 pubblica in maniera indipendente Baby Vamp, tramite Toreshi Limited Liability Company. 

## Stile e influenze
In adolescenza, Tracy scoprì la musica punk grazie alla colonna sonora di Tony Hawk's Skateboarding. Tracy ha citato i The Casualties, South Central Riot Squad e i The Pins come sue principali influenze musicali. Secondo Tracy: "prima ascoltavo Balam Acab sotto acidi".

## Controversie e vita privata
Da inizio 2018, Tracy vive al terzo piano di un appartamento del quartiere di Bushwick a Brooklyn, New York, che condivide con suo cugino noto con lo pseudonimo Buku Bandz.
Nel 2018, Tracy affermò tramite un tweet: "Prima di uccidermi sparerò in massa ai bambini agli show, quindi fate attenzione quando verrete ai miei show".
Pochi giorni dopo, mentre era nel backstage Knitting Factory di Brooklyn con sua madre, Tracy fu fermato da un contingente di ufficiali della New York City Police Department, che affermarono di aver visto il suo tweet e che non gli avrebbero permesso di esibirsi. Tracy fu quindi portato via in ambulanza e successivamente inserito in un reparto psichiatrico per dieci giorni.
Nel luglio 2018, Tracy ebbe un infarto a causa della consumazione di cocaina, di Sprite con infuso di THC e tequila. Dopo aver passato tutto il mese successivo per riprendersi con sua madre in Virginia, il rapper decide di diventare sobrio.
Nel novembre 2018, dopo diversi mesi di sobrietà, Tracy pubblica una foto tramite le storie di Instagram, che mostrava tre barre di Xanax e la didascalia "Sto abbandonando la musica, tutto ciò che sento ogni giorno è dolore e tristezza". La sua depressione è stata motivata da alcuni commenti al riguardo che aveva letto su Reddit, portandolo ad eliminare la maggior parte delle sue canzoni da SoundCloud.

## Discografia

### Album in studio
- 2014 – e m o c e a n
- 2019 – Anarchy
- 2020 – Designer Talk 2
- 2022 – Saturn Child
- 2025 - Baby Vamp

### Raccolte
- 2020 – Tracy’s World

### Mixtape
- 2013 – Cascadia Vibes
- 2013 – Information
- 2014 – Indigo Soul Mixtape
- 2014 – Depression
- 2014 – Asaku's Forest
- 2015 – ElegantAngel
- 2015 – When Angels Cry (Death Has Wings)
- 2015 – u,_u
- 2015 – Vintage LSD
- 2015 – Baeboyy
- 2016 – Tracy World
- 2016 – 757 Virginia Hood Nightmares (The Unknown Story)
- 2016 – Moon Stones
- 2017 – Tracy's Manga
- 2017 – XOXO
- 2017 – Life of a Popstar

### EP
- 2014 – Icy Robitussin 森林之神杨
- 2014 – Vampire Spending Money (con 90's Bambino)
- 2015 – Heaven's Witch
- 2015 – Kim K & Kanye
- 2016 – Free Tracy Campaign
- 2016 – Desire
- 2016 – Castles (con Lil Peep)
- 2017 – Castles II (con Lil Peep)
- 2017 – Fly Away (con Lil Raven)
- 2017 – Hollywood High (con Mackned)
- 2018 – Designer Talk
- 2018 – Sinner
- 2023 – Pray (con Drippin So Pretty)

### Singoli
- 2017 – White Wine (con Lil Peep)
- 2018 – You Might (con Lil Raven)
- 2018 – Like a Farmer (con Big E)
- 2018 – My Boo (con Atl Smook)
- 2018 – Break It Down (con Mackned)
- 2018 – Freak-a-Leak (con Lil Raven)
- 2018 – Homegirl (con Matt McGhee)
- 2018 – N2I (con Rezt)
- 2018 – My Way (con Big E & Xavier Wulf)
- 2018 – Live Fast (con Yawns & Lil Zubin featuring Fantasy Camp)
- 2018 – Foreign Land (con Riff Raff)
- 2019 – Dreams (con Jay $way & Grizz)
- 2019 – Why? (con Fish Narc & Fantasy Camp featuring Lil Zubin)
- 2019 – Bad For You
- 2019 – Beautiful Nightmare
- 2020 – Bonjour!
- 2020 – WYA?
- 2020 – Messy
- 2020 - Designer Talk (feat. Lil Keed)